# Elsa Hellquist
Pour les articles homonymes, voir Hellquist.
Elsa Hellquist (15 juin 1886-7 mai 1983) est une fleurettiste suédoise.
Elle complète l'épreuve individuelle d'escrime au fleuret lors des Jeux olympiques d'été de 1924 de Paris.